# Ferula varia
Ferula varia är en flockblommig växtart som beskrevs av Ernst Rudolf von Trautvetter. Ferula varia ingår i släktet stinkflokesläktet, och familjen flockblommiga växter. Inga underarter finns listade i Catalogue of Life.

## Bildgalleri

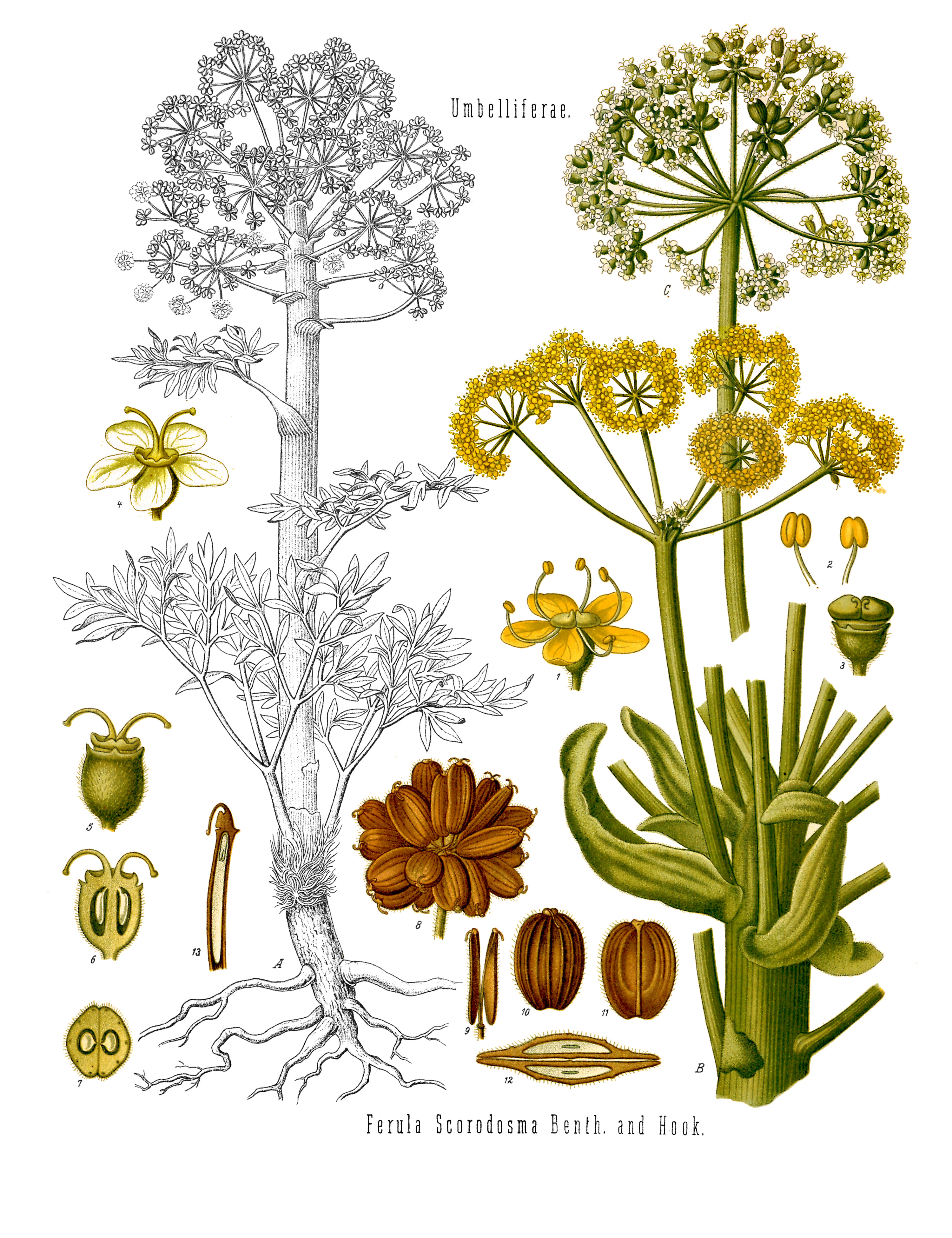
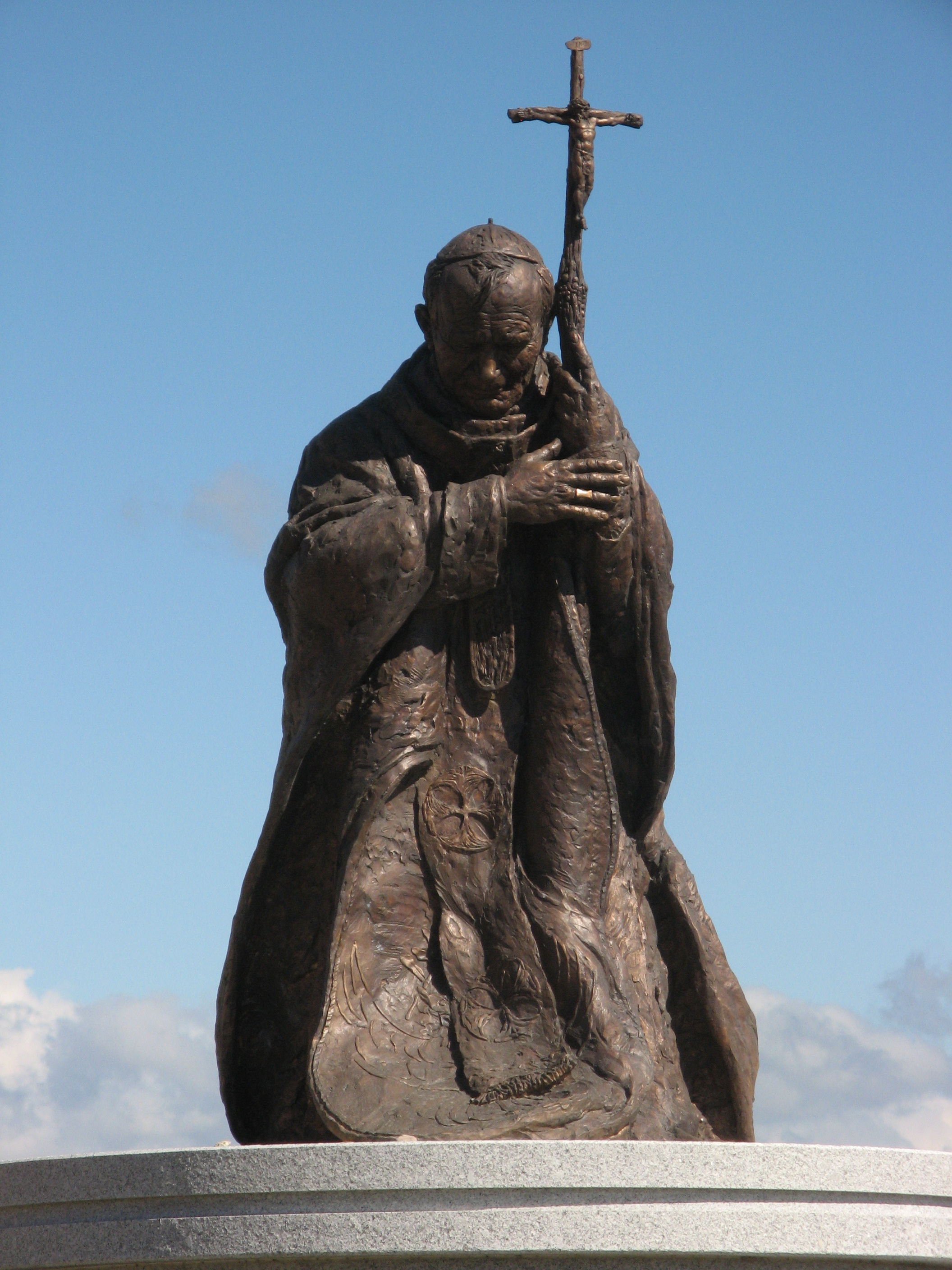
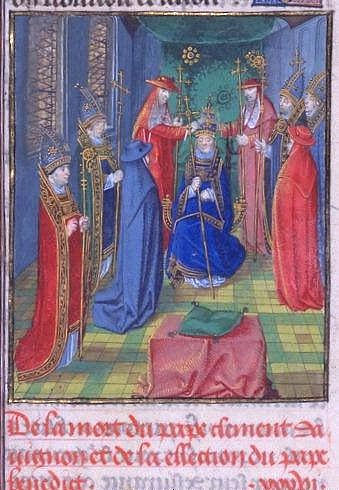
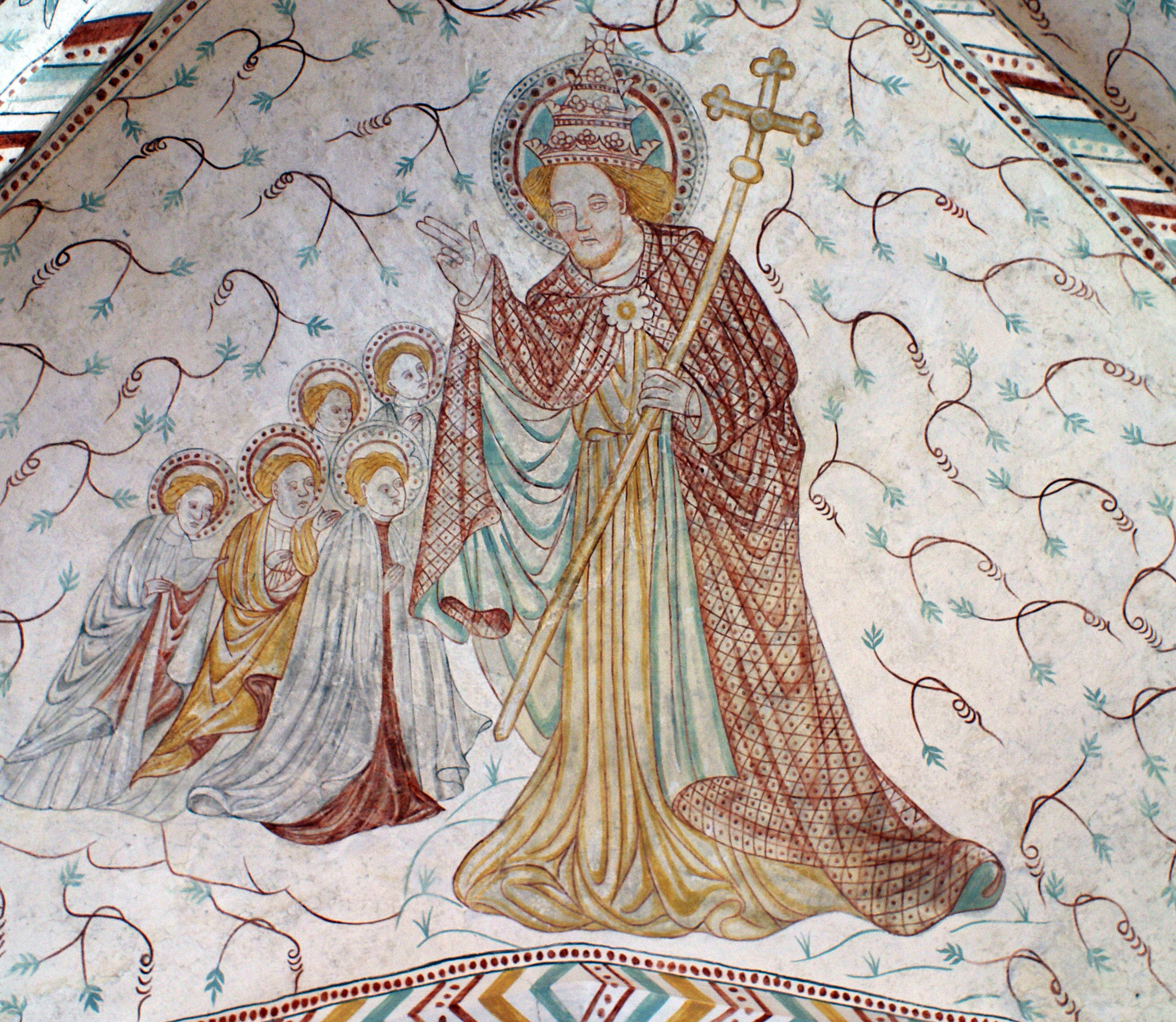